# Sao Ngưu Lang
Sao Ngưu Lang (α Aql / α Aquilae / Alpha Aquilae / Altair) là ngôi sao sáng nhất trong chòm sao Thiên Ưng (Aquilae) và là sao sáng thứ 12 trong bầu trời đêm, với độ sáng biểu kiến 0,77.
Sao Ngưu Lang là một đỉnh của Tam giác mùa hè. Nó là sao dạng "A" hay sao trắng cách Trái Đất 17 năm ánh sáng và là một trong những sao gần nhất có thể nhìn thấy bằng mắt thường.
Trong một số ngôn ngữ nước ngoài, chẳng hạn như trong tiếng Anh, nó có tên là "Altair" có nguồn gốc từ tiếng Ả Rập để chỉ "con chim" "đại bàng", "sinh vật bay", từ thành ngữ نسر الطائر an-nasr aţ-ţā?ir.
|  |  |

Đáng chú ý nhất của sao Ngưu Lang là tốc độ tự quay cực nhanh của nó; bằng cách đo độ rộng các quang phổ vạch của nó, người ta đã xác định là ở khu vực xích đạo của nó thì nó tự quay một vòng hết khoảng 6 1/2 giờ (các tài liệu khác đôi khi cho là 9 hay 10,4 giờ). So sánh với ngôi sao của chúng ta, tức Mặt Trời, thì nó phải mất hơn 25 ngày một chút để tự quay hết một vòng. Với sự tự quay nhanh như vậy, sao Ngưu Lang có lẽ có hình cầu dẹt: đường kính tại xích đạo ít nhất khoảng 14% lớn hơn so với đường kính tính theo hai cực.
Sao Ngưu Lang, cùng với Beta Aquilae và Gamma Aquilae, tạo thành một đường nổi tiếng các sao, đôi khi được nói đến như là mỏ của con đại bàng (tức chòm sao Thiên Ưng).
Các tọa độ (Kỷ nguyên 2000):
- Xích kinh: 19h50m47.00s
- Xích vĩ +08°52'06.0"

## Các tham chiếu tới sao này
Trong huyền thoại, có một câu chuyện tình yêu trong Thất tịch của Việt Nam và Trung Quốc trong đó Ngưu Lang và hai con của mình (tức là Aquila -β và -γ) bị chia cắt khỏi vợ và mẹ là Chức Nữ (Vega), là người phải ngồi bên kia bờ sông của Sông Ngân.
Xem thêm bài viết về truyện cổ tích Ngưu Lang - Chức Nữ và sao Chức Nữ
Trong chiêm tinh học phương Tây, sao Ngưu Lang là điềm gở, báo trước những mối nguy hiểm từ những kẻ đê tiện.
Trong lĩnh vực máy tính, máy tính quan trọng trong giai đoạn đầu, Altair 8800, đã được đặt tên theo ngôi sao này vì cô con gái của người có trách nhiệm đặt tên phù hợp cho máy tính này, khi hỏi con gái mình nên đặt tên như thế nào, đang xem một đoạn của Star Trek trong đó Starship Enterprise có Altair là điểm đến của nó. Vì thế Altair đã được lấy làm tên cho máy tính đó.
Trong khoa học viễn tưởng, Altair là:
- Hành tinh Altair IV là khung cảnh chính của cuốn sách và phim Forbidden Planet (Hành tinh cấm đoán)
- Là quê hương của Harlan, một dạng sự sống nhân tạo trong Stargate SG-1.